# Diva (Desiigner)
Diva è un singolo del rapper statunitense Desiigner pubblicato il 10 novembre 2019.

## Tracce
1. Diva – 2:38